# Liste der Monuments historiques in Épizon
Die Liste der Monuments historiques in Épizon führt die Monuments historiques in der französischen Gemeinde Épizon auf.

## Liste der Objekte
| Bezeichnung               | Beschreibung                           | Standort                                          | Kennzeichnung | Schutzstatus | Datum | Bild |
| ------------------------- | -------------------------------------- | ------------------------------------------------- | ------------- | ------------ | ----- | ---- |
| Skulptur Madonna mit Kind | Stein, farbig gefasst, 14. Jahrhundert | Bettoncourt-le-Haut, in der Kirche St-Remy (Lage) | PM52000442    | Classé       | 1927  |      |